# Wielki Staw
Wielki Staw (letterlijk: Grote vijver) is de grootste van twee  meren in een keteldal aan de Poolse kant van het Reuzengebergte in de woiwodschap Neder-Silezië. Met een oppervlakte van 8,3 hectare en een diepte van 24,4 meter, is het daarmee het grootste meer van glaciale oorsprong in het Reuzengebergte.

## ligging
Wielki Staw is gelegen op de noordoostelijke helling van de Sudeten op een hoogte van 1225 m, in de directe nabijheid van Mały Staw (Kleine Vijver).  Beide meren zijn in de buurt van de Pools-Tsjechische grens, ongeveer 6 km ten noordoosten van Špindlerův Mlýn (Tsjechië) en 6 km westzuidwesten van Karpacz (Polen).

## Flora en fauna

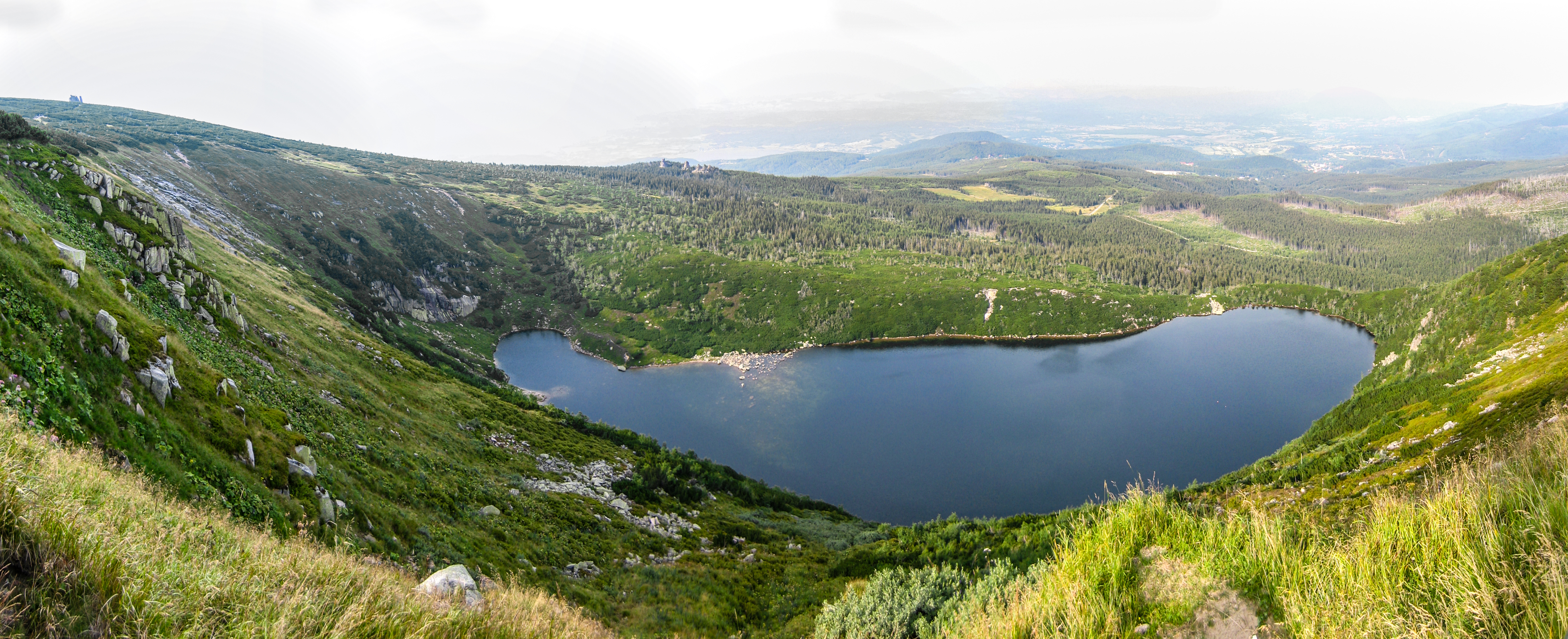
Panoramafoto van Wielki staw

Het meer wordt gevuld met water van de Bialy Potok deze beek ontspringt op een hoogte van 1300 m aan de westelijke zijde en stroomt door het meer om vervolgens uit te monden  op een hoogte van 1085 m in de Łomnica. Het water in Wielki staw is helder, schoon en een favoriete plek voor beekforellen en bruine padden.  Wielki staw is gemiddeld de helft van het jaar bedekt met ijs en de temperatuur van het water is in de warmere maanden niet hoger dan 14 °C. Het meer en het gebied eromheen liggen in het Nationaal park Karkonosze en is vanwege de unieke flora en fauna een natuurreservaat en niet toegankelijk voor personen. 